# Andromache
Andromachī Dīmītropoulou, conosciuta semplicemente come Andromachi o Andromache (in greco Ανδρομάχη Δημητροπούλου?; Siegen, 12 ottobre 1995), è una cantante greca con cittadinanza tedesca.
Ha rappresentato Cipro all'Eurovision Song Contest 2022 con il brano Ela.

## Biografia
Nata e cresciuta in Germania da genitori di Pyrgos, Andromachi si è trasferita in Grecia a Lechaina quando aveva 10 anni e si è successivamente stabilita ad Atene per i suoi studi universitari in filologia germanica.
Nel 2015 ha preso parte alla seconda edizione di The Voice of Greece, dove è stata eliminata nella seconda serata dal vivo. Dopo aver firmato con la Panik Records, nel 2017 ha pubblicato il suo singolo di debutto, To feggari.
Il 9 marzo 2022 è stato annunciato che l'emittente radiotelevisiva pubblica CyBC ha selezionato internamente Andromachi come rappresentante cipriota all'Eurovision Song Contest 2022 con l'inedito Ela. Nel maggio successivo Andromache si è esibita durante la seconda semifinale della manifestazione europea, dove si è piazzata al 12º posto su 18 partecipanti con 63 punti totalizzati, non riuscendo a qualificarsi per la finale.

## Discografia

### Album in studio
- 2022 – Ela

### Singoli
- 2017 – To feggari
- 2018 – Den mporō
- 2019 – Den se dialexa
- 2019 – Na 'soun psema
- 2020 – S'agapō
- 2021 – Vasano mou
- 2022 – Ela
- 2022 – If You Were Alone (con WRS)
- 2023 – Pes tīs